# مقاطعة كاسويل (كارولاينا الشمالية)
مقاطعة كاسويل (بالإنجليزية: Caswell County)‏ هي إحدى مقاطعات ولاية كارولاينا الشمالية في الولايات المتحدة الأمريكية. مركز المقاطعة أو مقعدها هي مدينة يانسيفيل. تأسست هذه المقاطعة سنة 1777.أصل هذه المقاطعة يأتي من: مقاطعة أورانج.

## أعلام
- إتش جي. جونز
- أرشيبالد ديكسون
- جون وليامز
- رومولوس ميتشل سوندرز
- تشارلز كالدويل
- هيزل سميث
- بيدفورد براون